# Gestió tèrmica (electrònica)

60×60×10 dissipador de calor d'aletes rectes de mm amb un perfil tèrmic i trajectòries de flux de convecció forçada animades en remolí des d'un ventilador tubaxial, predites mitjançant un paquet d'anàlisi CFD.

Tots els dispositius electrònics i circuits generen un excés de calor i, per tant, requereixen una gestió tèrmica per millorar la fiabilitat i evitar fallades prematures. La quantitat de calor de sortida és igual a la potència d'entrada, si no hi ha altres interaccions energètiques.

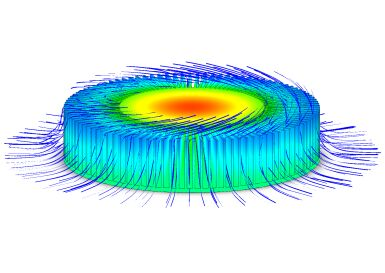
Dissipador de calor radial amb perfil tèrmic i trajectòries de flux de convecció forçada en remolins (utilitzant anàlisi CFD)

Hi ha diverses tècniques de refrigeració, com ara diversos estils de dissipadors de calor, refrigeradors termoelèctrics, sistemes d'aire forçat i ventiladors, tubs de calor i altres. En casos de temperatures ambientals extremadament baixes, pot ser que sigui necessari escalfar els components electrònics per aconseguir un funcionament satisfactori.

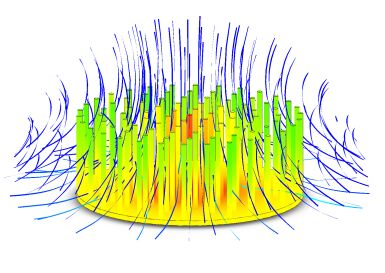
Disipador de calor Pin Fin amb perfil tèrmic i trajectòries de flux de convecció de Diones (utilitzant anàlisi CFD)

### Resistència tèrmica dels dispositius
Això s'acostuma a citar com la resistència tèrmica des de la unió fins a la caixa del dispositiu semiconductor. Les unitats són °C/W. Per exemple, un dissipador de calor classificat a 10 °C/W arribarà a 10 °C més calent que l'aire circumdant quan dissipa 1 watt de calor. Així, un dissipador de calor amb un valor de °C/W baix és més eficient que un dissipador de calor amb un valor de °C/W alt. Tenint en compte dos dispositius semiconductors en el mateix paquet, una unió més baixa amb la resistència ambiental (R θJ-C) indica un dispositiu més eficient. Tanmateix, quan es comparen dos dispositius amb diferents resistències tèrmiques de paquets sense matriu (Ex. DirectFET MT vs wirebond 5x6mm PQFN), els seus valors de resistència d'unió a l'ambient o d'unió a caixa poden no correlacionar directament amb les seves eficiències comparatives. Els diferents paquets de semiconductors poden tenir diferents orientacions de matriu, diferents masses de coure (o un altre metall) que envolten la matriu, diferents mecàniques d'adhesió de la matriu i diferents gruixos d'emmotllament, tots els quals podrien donar unió significativament diferents a la caixa o unió als valors de resistència ambiental, i podrien per tant enfosquim els números d'eficiència global.

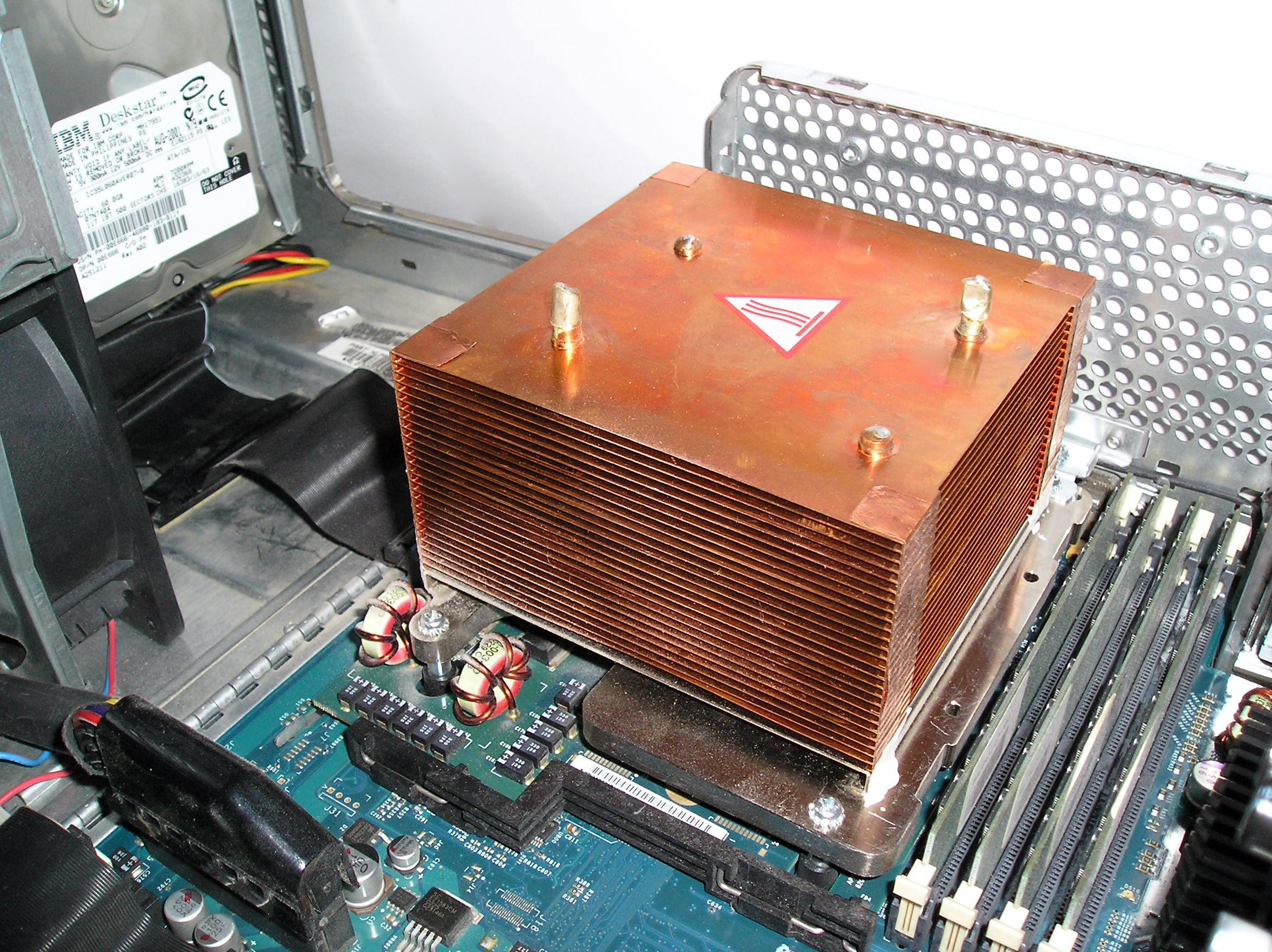
Dissipador de calor en un ordinador d'estació de treball

### Constants de temps tèrmiques
La massa tèrmica d'un dissipador de calor es pot considerar com un condensador (emmagatzema calor en lloc de càrrega) i la resistència tèrmica com una resistència elèctrica (que dona una mesura de la rapidesa amb què es pot dissipar la calor emmagatzemada). Junts, aquests dos components formen un circuit tèrmic RC amb una constant de temps associada donada pel producte de R i C. Aquesta quantitat es pot utilitzar per calcular la capacitat de dissipació de calor dinàmica d'un dispositiu, de manera anàloga al cas elèctric.

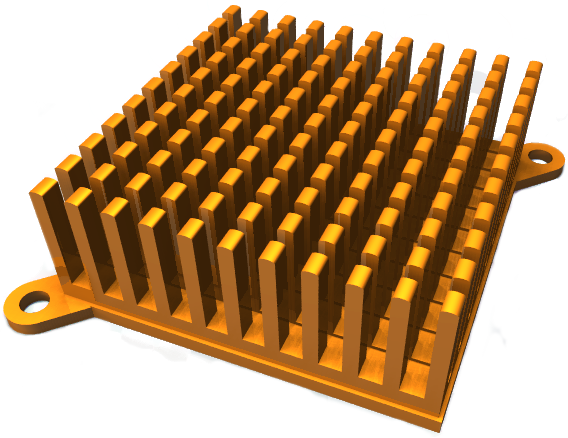
Impressió artística d'un dissipador de calor de la placa base, representada amb POVRay

### Material d'interfície tèrmica
S'utilitza un material d'interfície tèrmica o màstic (també conegut com TIM) per omplir els buits entre superfícies de transferència tèrmica, com ara entre microprocessadors i dissipadors de calor, per tal d'augmentar l'eficiència de la transferència tèrmica. Té un valor de conductivitat tèrmica més alt en direcció Z que en direcció xy.

## Metodologies

### Dissipadors de calor
Els dissipadors de calor s'utilitzen àmpliament en electrònica i s'han convertit en essencials per a la microelectrònica moderna. En l'ús comú, és un objecte metàl·lic posat en contacte amb la superfície calenta d'un component electrònic, tot i que en la majoria dels casos, un material d'interfície tèrmica prima media entre les dues superfícies. Els microprocessadors i els semiconductors de maneig de potència són exemples d'electrònica que necessiten un dissipador de calor per reduir la seva temperatura mitjançant l'augment de la massa tèrmica i la dissipació de calor (principalment per conducció i convecció i, en menor mesura, per radiació). Els dissipadors de calor s'han tornat gairebé essencials per als circuits integrats moderns com els microprocessadors, els DSP, les GPU i molt més.

### Refrigeració per aire per convecció
Aquest terme descriu el refredament del dispositiu mitjançant els corrents de convecció de l'aire càlid que es deixa escapar dels límits del component per ser substituït per aire més fred. Atès que l'aire calent normalment puja, aquest mètode normalment requereix ventilació a la part superior o als costats de la carcassa per ser efectiu.

Refrigerador termoelèctric de convecció lliure (refrigerador Peltier) amb contorns de temperatura superficials del dissipador de calor i trajectòries de flux d'aire més càlid ascendent i baixant, predites mitjançant un paquet d'anàlisi CFD.

### Refrigeració per aire forçat
Si s'introdueix més aire en un sistema que no pas cap a fora (a causa d'un desequilibri en el nombre de ventiladors), això s'anomena flux d'aire "positiu", ja que la pressió a l'interior de la unitat és més alta que a l'exterior.

### Tubs de calor
Un tub de calor és un dispositiu de transferència de calor que utilitza l'evaporació i la condensació d'un "fluid de treball" o refrigerant bifàsic per transportar grans quantitats de calor amb una diferència molt petita de temperatura entre les interfícies calenta i freda. Un tub de calor típic consisteix en un tub buit segellat fet d'un metall termoconductor com el coure o l'alumini, i una metxa per retornar el fluid de treball de l'evaporador al condensador. La canonada conté líquid saturat i vapor d'un fluid de treball (com ara aigua, metanol o amoníac), quedant exclosos tots els altres gasos. El tub de calor més comú per a la gestió tèrmica de l'electrònica té una embolcall i una metxa de coure, amb l'aigua com a fluid de treball. S'utilitza coure/metanol si el tub de calor ha de funcionar per sota del punt de congelació de l'aigua, i els tubs de calor d'alumini/amoníac s'utilitzen per a la refrigeració de l'electrònica a l'espai.

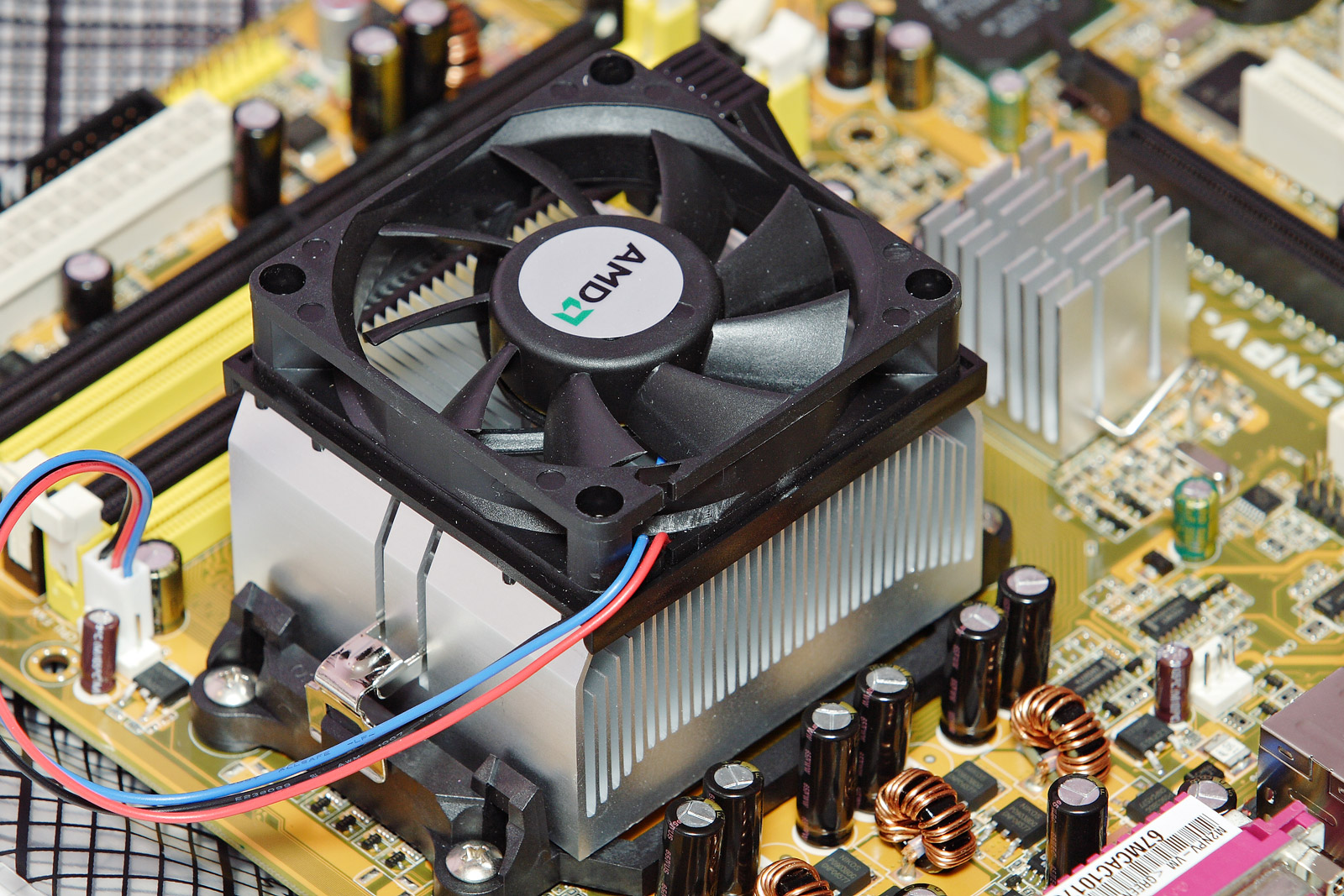
Dissipador de calor de la CPU amb ventilador connectat